# Flughafen Moskau-Ostafjewo

i7
i11
i13
Der Flughafen Ostafjewo (russisch Остафьево, IATA-Code: OSF, ICAO-Code: UUMO) ist ein internationaler Verkehrsflughafen bei Moskau. Er ist im Besitz der Fluglinie Gazpromavia, die zu 100 % Gazprom gehört und hier ihre Heimatbasis hat.
Der ehemalige Militärflugplatz wurde im Jahr 2000 als ziviler Flughafen eröffnet und liegt von den insgesamt fünf Moskauer Flughäfen dem Moskauer Autobahnring MKAD am nächsten (12 km).
Der Flughafen liegt südlich von Moskau im Verwaltungsbezirk Nowomoskowski und grenzt an den Stadtteil Süd-Butowo (russisch Южное Бутово).